# Matteo Bonechi
Matteo Bonechi  (Florence, 8 novembre 1669 - Florence, 27 février 1756) est un peintre italien de fresques baroques, actif dans sa ville natale et ses alentours lors des premières décennies du XVIIIe siècle. Il décore à Florence de nombreuses églises et palais de ses fresques aux sujets religieux, allégoriques et mythologiques.

## Biographie

### Un début de vie peu documenté
Les premières années de Matteo Bonechi ne sont pas documentées, ses dates de naissance et de décès sont vérifiées en archives seulement en 1976 par Claudio Pizzorusso. Son enfance et son environnement familial, tout comme sa vie personnelle sont inconnus : avant 1705, date de sa première œuvre attestée, les informations concernant sa vie sont quasiment inexistantes. Ainsi, les trente premières années de sa vie restent un mystère.
Sa formation est également incertaine : selon Niccolo Gaburri, Matteo Bonechi est formé par Francesco Botti, tandis que Luigi Lanzi mentionne Giovanni Camillo Sagrestani comme maître. Les deux peintres ont certainement été maîtres de Matteo Bonechi. Il faut préciser que la relation avec Sagrestani va au-delà de celle du maître, puisqu’ils sont également présentés comme étant d’étroits collaborateurs par Gaburri : « Sagrestani… [e] Bonechi… lavorano sempre in società, e dove andava l’uno era ancore l’altro ». Les deux artistes travaillent souvent sur les mêmes chantiers, et surtout, Sagrestani parvient à former autour de lui un atelier qui répond à de nombreuses commandes grâce à de fidèles collaborateurs, comme Bonechi, mais également Ranieri Del Pace et Giuseppe Moriani. Ainsi, tous travaillent à quelques reprises sur plusieurs chantiers avec Bonechi.

### Sa carrière
Les premières œuvres attribuées à Matteo Bonechi datent de 1705, avec le décor de l’église Saint-Dominique à Fiesole. Il y peint Saint Dominique recevant le rosaire de la Vierge sur l’arc séparant la nef du chœur, et la Gloire de saint Dominique sur la coupole du chœur. Cette dernière fresque est encadrée par des quadratures peintes par Lorenzo Del Moro et Rinaldo Botti. Selon Giuseppe Richa (it), Bonechi participe également à la décoration de l’église San Frediano in Cestello de Florence en réalisant les fresques de la chapelle latérale dédiée à Sainte Marie-Madeleine de Pazzi. Sur la coupole, il y peint la Gloire de la sainte, complétée dans les pendentifs par la représentations des Vertus cardinales. Enfin, les deux lunettes de la chapelle proposent des Scènes de la Vie de la sainte. Cependant, Sandro Bellesi et Mina Gregori attribuent la fresque de la coupole à Sagrestani, illustrant la proximité stylistique entre les deux artistes.
Cette même année, il est enregistré au sein de l’Académie du dessin de Florence, où il est dans les années suivantes élu Conservateur, Consul et Conseiller.
Après ces premières fresques, Matteo Bonechi répond à de nombreuses commandes à Florence dans divers palais et églises. Il travaille ainsi pour d’importantes familles florentines comme les Gondi, les Tempi, les Taddei, les Cerretani (it) et les Visacci. Le plus imposant décor profane qu’il peint est celui au palais des Capponi, dans la cage d’escalier, où il remplace Onorio Marinani, trop âgé pour répondre à cette commande. Il y représente L'apothéose d'Hercule couronné par Jupiter, réalisée vers 1712. Il décore d'autres salles, comme le salon dont le plafond est peint du Temple de l'Immortalité, ou encore d'autres décorations, dont certaines en collaboration avec Sagrestani, comme la fresque illustrant Les amours de Jupiter. Enfin, la salle des Quatre Éléments est décorée avec Sagrestani et le stucateur Giovanni Jacopo Ciceri.
En plus de travailler dans ces rénovations de palais, Matteo Bonechi peint lors de travaux dans des églises, comme à l'église San Jacopo Soprarno (it), San Salvatore in Ognissanti, ou encore l'église de Santa Maria del Suffragio (it). Il retourne à San Frediano in Cestello pour compléter la coupole du chœur peinte par Anton Domenico Gabbiani qui représente Gloire de sainte Marie Madeleine. Bonechi y peint les pendentifs représentant les allégories de la Foi, l’Espérance, la Charité et la Pénitence, réalisés vers 1737.
La famille des Médicis fait également appel à Matteo Bonechi pour deux commandes. Une première toile représentant Le Paradis datant de 1728, est réalisée pour l’électrice palatine Anna Maria Luisa. Ce tableau, destiné à décorer la Villa La Quiete, fait partie d’un cycle de quatre toiles représentant le thème I Novissimi, dont les trois autres peintures sont réalisées par Niccolo Lapi, Antonio Nicola Pillori et Ottaviano Dandini (it). Puis Bonechi dessine un carton de tapisserie destiné à la manufacture médicéenne figurant Le Feu, sous les traits du dieu Vulcain, en 1735. Ce carton de tapisserie s'inscrit dans un cycle représentant les Quatre Eléments en collaboration avec Sagrestani qui dessine les trois autres éléments tandis que les bordures décoratives sont réalisées par Lorenzo Del Moro.
Bien que Matteo Bonechi ait dû répondre à une vingtaine de commandes en une trentaine d'années, aucun nom d'assistant n'a été signalé. Un seul de ses élèves a été découvert, le peintre de fresques florentin Sigismondo Betti.
Matteo Bonechi est mort à Florence le 27 février 1756.

## Œuvres

### Ses sources d'inspiration
L’œuvre de Matteo Bonechi s’inscrit dans une dynamique de modernisation des intérieurs, qui vise à remettre au goût du jour les décorations des palais et églises à Florence. Pour cela, il s’inspire des grands décors peints à Florence par des maîtres italiens comme Pierre de Cortone, Sebastiano Ricci et Luca Giordano. Bonechi retient d’eux des compositions foisonnantes et asymétriques, prenant place dans des décors aériens, peuplés d’anges et de figures féminines élégantes, le tout dans des tons pastels. Les motifs utilisés par Bonechi sont récurrents, hérités de décors plus anciens : on retrouve dans les coupoles des Gloires de saints, s'inspirant de L’apothéose d'Andrea Corsini, peinte en 1682 par Giordano dans la chapelle Corsini de l'église Santa Maria del Carmine, complétées dans les pendentifs par les vertus cardinales. Les palais sont quant à eux décorés de sujets allégoriques et de scènes mythologiques, célébrant les vertus et le triomphe des arts comme le fait Ricci pour un de ces décors au palais Marucelli-Fenzi (it) avec des thèmes divers : Le triomphe de la sagesse et des arts sur l'ignorance ou encore L'apothéose d'Hercule, réalisés entre 1706 et 1707. Le sujet de l'apothéose de grandes familles est également illustré par Pierre de Cortone au Palais Pitti dans la salle dédiée à Mars, réalisée entre 1643 et 1643 puis 1647, et Giordano au palais Médici-Riccardi avec L'apothéose de la famille Médicis, réalisé entre 1682 et 1685.

### Florence

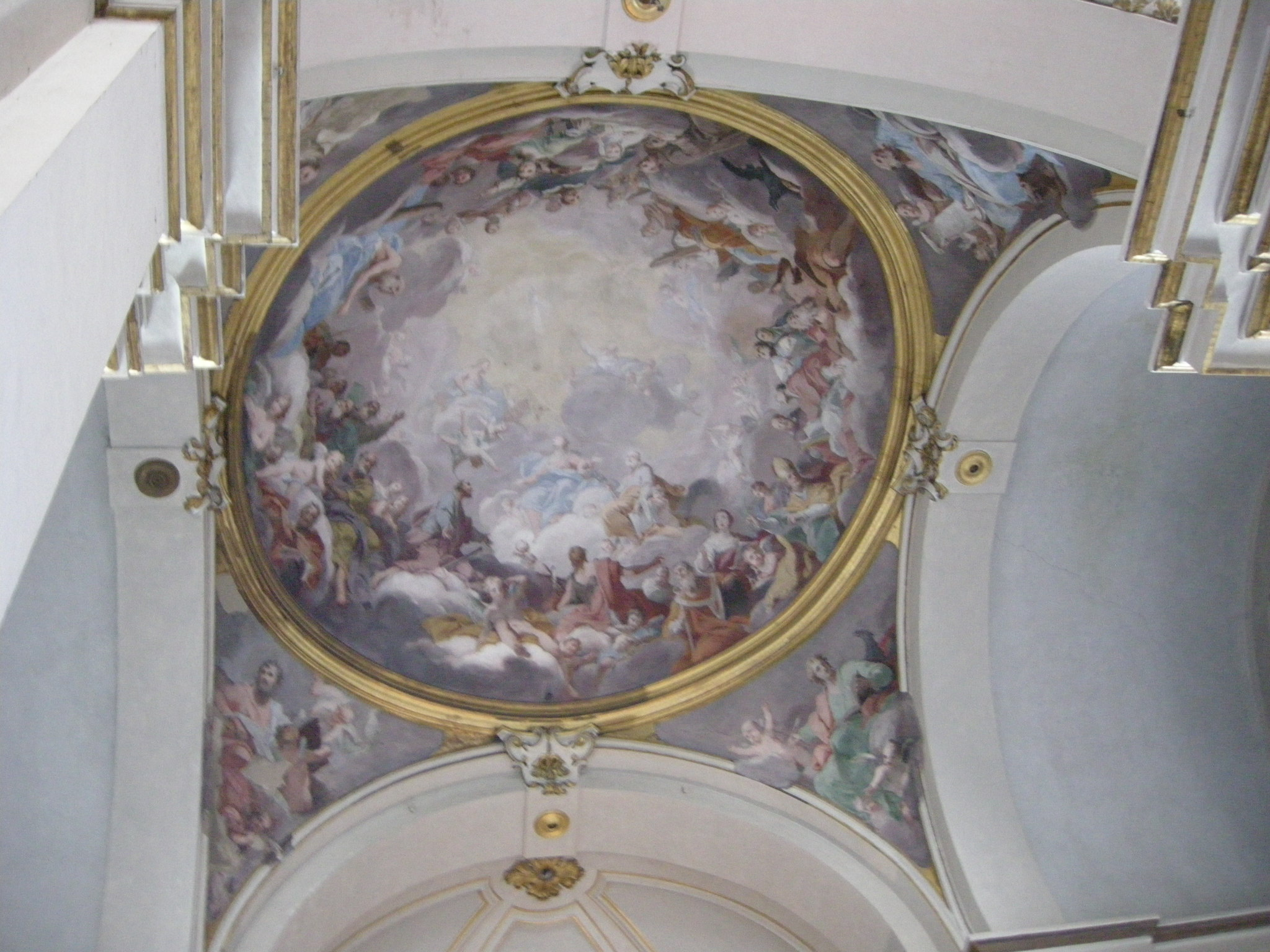
Église San Jacopo Sopr’Arno, coupole, Transfiguration de l’apôtre Jacques, pendentifs, Évangélistes, fresques, vers 1709-1720

#### Églises
- Église San Fredriano in Cestello, Chapelle Sainte Marie-Madeleine de Pazzi[16].
  - Coupole, Gloire de sainte Marie-Madeleine de Pazzi, fresque, vers 1705 (aussi attribuée à Sagrestani par Sandro Bellesi[17] et Mina Gregori[18].)
  - Pendentifs, Vertus cardinales, fresque, vers 1705
  - Lunettes, Vie de la sainte, fresque, vers 1705
- Eglise San Jacopo Sopr’Arno (sous la direction de Giovanni Battista Foggini, avec Niccolo Lapi et Ottaviano Dandini)[19]
  - Coupole, Transfiguration de l’apôtre Jacques, fresque, vers 1709-1720
  - Pendentifs, Évangélistes, fresque, vers 1709-1720
  - Côté gauche de l’autel majeur, Saint Pierre, fresque, vers 1709-1720
  - Côté droit de l’autel majeur, Saint Paul, fresque, vers 1709-1720
  - Tondo mur latéral transept gauche, Abraham et l’ange, fresque, vers 1709-1720
  - Tondo mur latéral transept gauche, Scène de la vie de saint François, fresque, vers 1709-1720

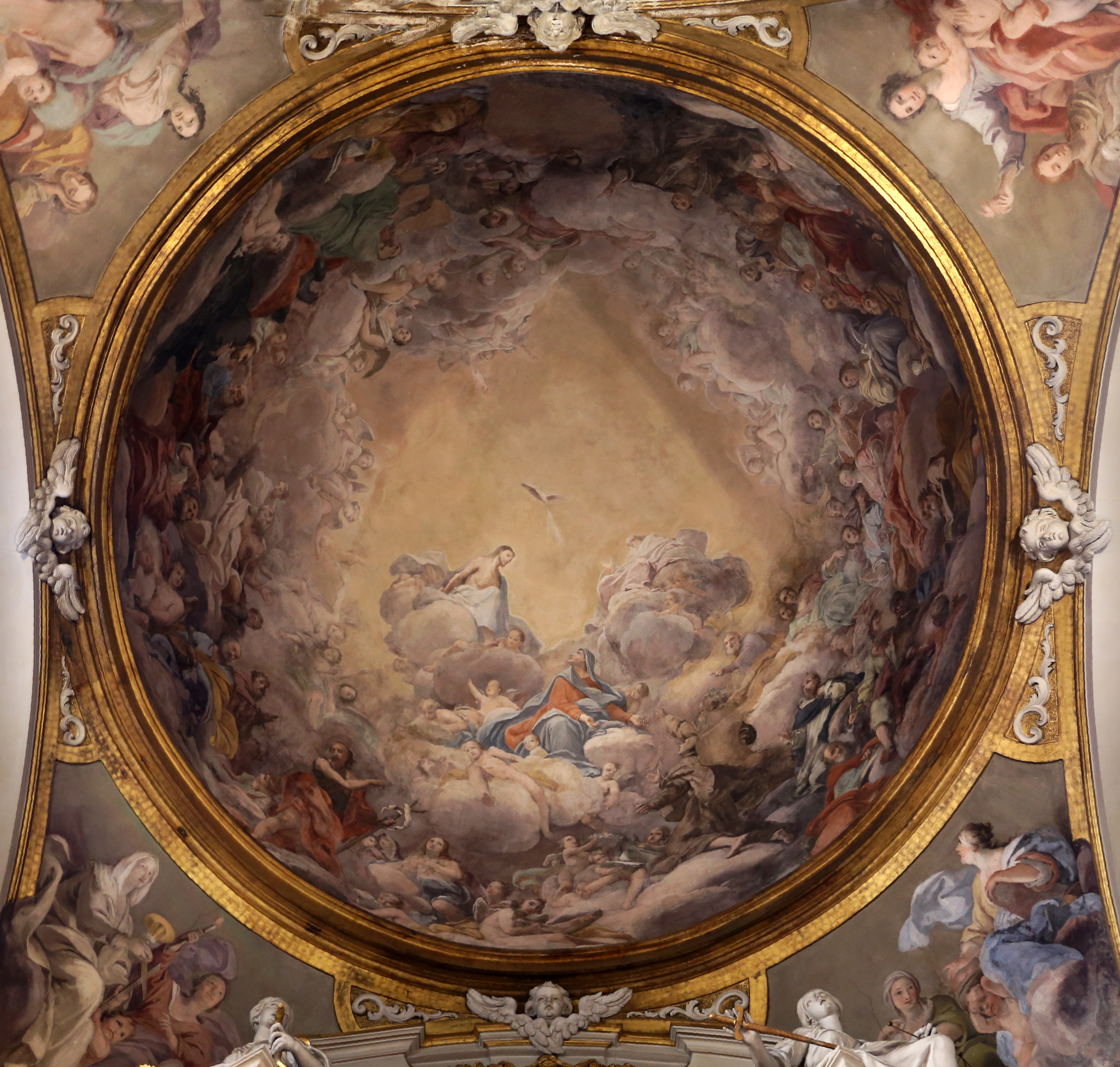
Église San Salvadore in Ognissanti, chapelle San Pietro d'Alcantra, coupole, Gloire de Saint Pierre d’Alcantra, pendentifs, Vertus théologales et Humilité, fresques, vers 1722-1727

- Complexe de San Firenze, église Saint Filippo Neri
  - Plafond de la nef, Gloire de saint Philippe Neri, fresque, vers 1714-1715 (attribuée aussi à Sagrestani par Mina Gregori[20].
- Basilique de la Santissima Annunziata, salle capitulaire (quadrature de Benedetto Fortini, avec Antonio Puglieschi)[21].
  - Voûte, Chérubins festifs, fresque, vers 1722
  - Mur d’entrée, Pietà, fresque, vers 1722
  - Mur droit, Saint Philippe Benizzi et la diffusion de l’ordre, fresque, vers 1722
  - Porte, Sept bienheureux fondateurs sur le mont Senario, fresque, vers 1722
  - Gloire de saint Philippe Benezzi, fresque, vers 1722
- Église San Salvatore in Ognissanti, chapelle saint-Pierre d’Alcantra[22].
  - Coupole, Gloire de Saint Pierre d’Alcantra, fresque, vers 1722-1727
  - Pendentifs, Vertus théologales et Humilité, fresques, vers 1722-1727
- Église Santa Maria del Suffragio[23].
  - Coupole, La Vierge Marie présentant saint Joseph au Christ dans une gloire de saints, fresque, vers 1734-1735
  - Pendentifs, Abigaïl, Judith, Esther, Abisag, fresques, vers 1734-1735
  - Voûte de la nef, Assomption de la Vierge, fresque, vers 1734-1735
  - Nef, Visitation ; Annonciation ; Santi Zanobi, Anna et Venezio ; Béate Béatrice d’Este ; San Contardo d’Este ; Le songe de saint Joseph ; huiles sur toile, vers 1734-1735
  - Nef, décorations de confessionnaux, huile sur bois, vers 1734-1735Église Santa Maria del Suffragio, coupole, La Vierge Marie présentant saint Joseph au Christ dans une gloire de saints, pendentifs, Abigaïl, Judith, Esther, Abisag, fresques, vers 1734-1735
- Église San Fredriano in Cestello

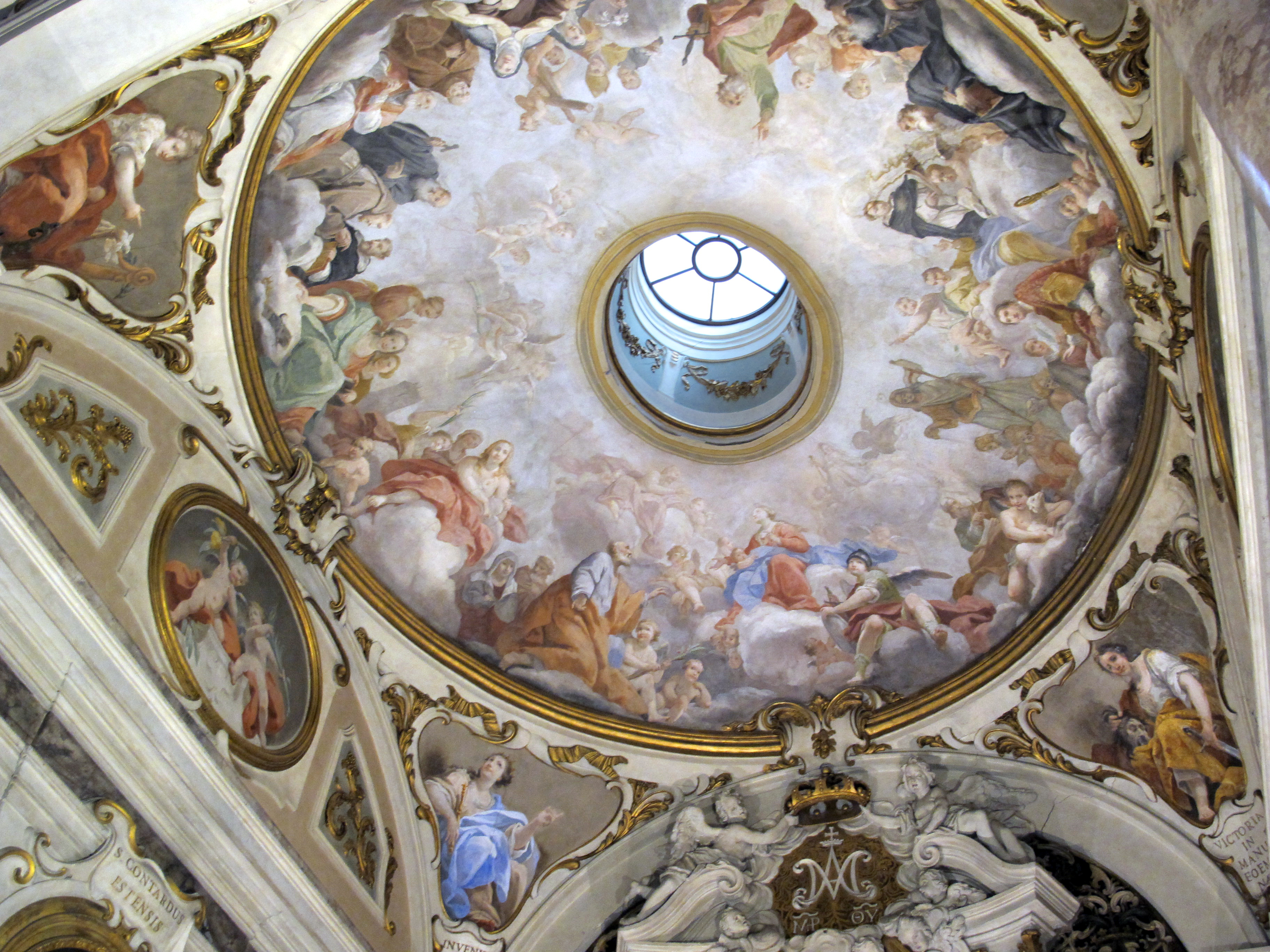
Église Santa Maria del Suffragio, coupole, La Vierge Marie présentant saint Joseph au Christ dans une gloire de saints, pendentifs, Abigaïl, Judith, Esther, Abisag, fresques, vers 1734-1735

  - Pendentifs de la coupole de la croisée des transept, Foi, Espérance, Charité et Pénitece, fresque, vers 1737[24].

#### Palais
- Palais Capponi (it)[25]
  - Premier étage, galerie, plafond, Scène allégorique, fresque, vers 1707 (en collaboration avec Onorio Marinari)
  - Entrée, plafond, L’apothéose d’Hercule couronné par Jupiter, fresque, après 1712
  - Premier étage, Triomphe des arts libéraux, fresque, sans datation (attribuée à Sagrestani par Marilena Mosco)[26]
  - Plafond, Les amours de Jupiter, fresque, vers 1712 (en collaboration avec Sagrestani)[27]
  - Premier étage, galerie des éléments, plafond, Les quatre éléments, fresque, vers 1712 (en collaboration avec Sagrestani)
  - Galerie, plafond, Le Temple de l’Immortalité, fresque, vers 1746
  - Galerie, mur, La réception du légat de Neri Capponi à Venise, fresque, vers 1746
  - Galerie, mur, Le gonfalonier florentin Pierre Capponi devant Charles VIII, fresque, vers 1746
  - Atrium, Galatée (attribué à Bonechi par Marilena Mosco[26] et Sandro Bellesi[28]
- Palais Visacci (sous la direction de Massimiliano Soldani Benzi, avec le stucateur Portogalli (it) et les quadraturistes Giuseppe et Stefano Papi)[29]
  - Premier étage, galerie, plafond, Gloire de la famille Guicciardini, fresque, 1709-1710
  - Premier étage, alcôve, plafond, Le Printemps, fresque, 1712-1715
  - Premier étage, grande chambre, plafond, Divinités de l’Olympe, fresque, 1717
- Palais Taddei[30]
  - Premier étage, antichambre d’une alcôve, plafond, Le Triomphe des Arts et des Sciences, fresque, vers 1711
- Palais Gondi (en collaboration avec les deux stucateurs Lorenzo del Moro et Giovanni Battista Ciceri)[31]
  - Premier étage, alcôve, plafond, L’Olympe, fresque, vers 1710-1715
- Palais Scali-Ricasoli (en collaboration avec Lorenzo del Moro et Rinaldo Botti)[32]
  - Premier étage, salon, plafond, Hercule défaisant le Vice et Saturne enchaîné, fresque, vers 1711
- Palais Frescobaldi (it) (en collaboration avec Lorenzo del Moro et Rinaldo Botti)[33]
  - Premier étage, galerie, plafond, Allégorie du mariage avec la gloire des familles Frescobaldi et Acciaoli, fresque, vers 1717
- Casa Guidi (it)[34]
  - Premier étage, plafond, Diane et trois génies, fresque, vers 1720-1730
- Palais Picchi[35]
  - Rez-de-chaussée, plafond, Scène allégorique, fresque, vers 1720-1730
- Palais Tempi (it)[36],[37]
  - Escalier d’entrée, plafond, Allégorie de Prométhée, fresque, vers 1726-1728
  - Premier étage, salon, Jugement de Paris, fresque, vers 1726-1728
  - Sans localisation, Allégorie des quatre saisons, Le bain de Diane, La Gloire de Florence, fresques, vers 1726-1728
- Palais des Cerretani[38]
  - Dernier étage, plafond, Le jugement de Pâris, fresque, 1730
- Palais Orlandini del Beccuto (it)[39]
  - Premier étage, plafond, Le triomphe de Vénus, fresque, sans datation

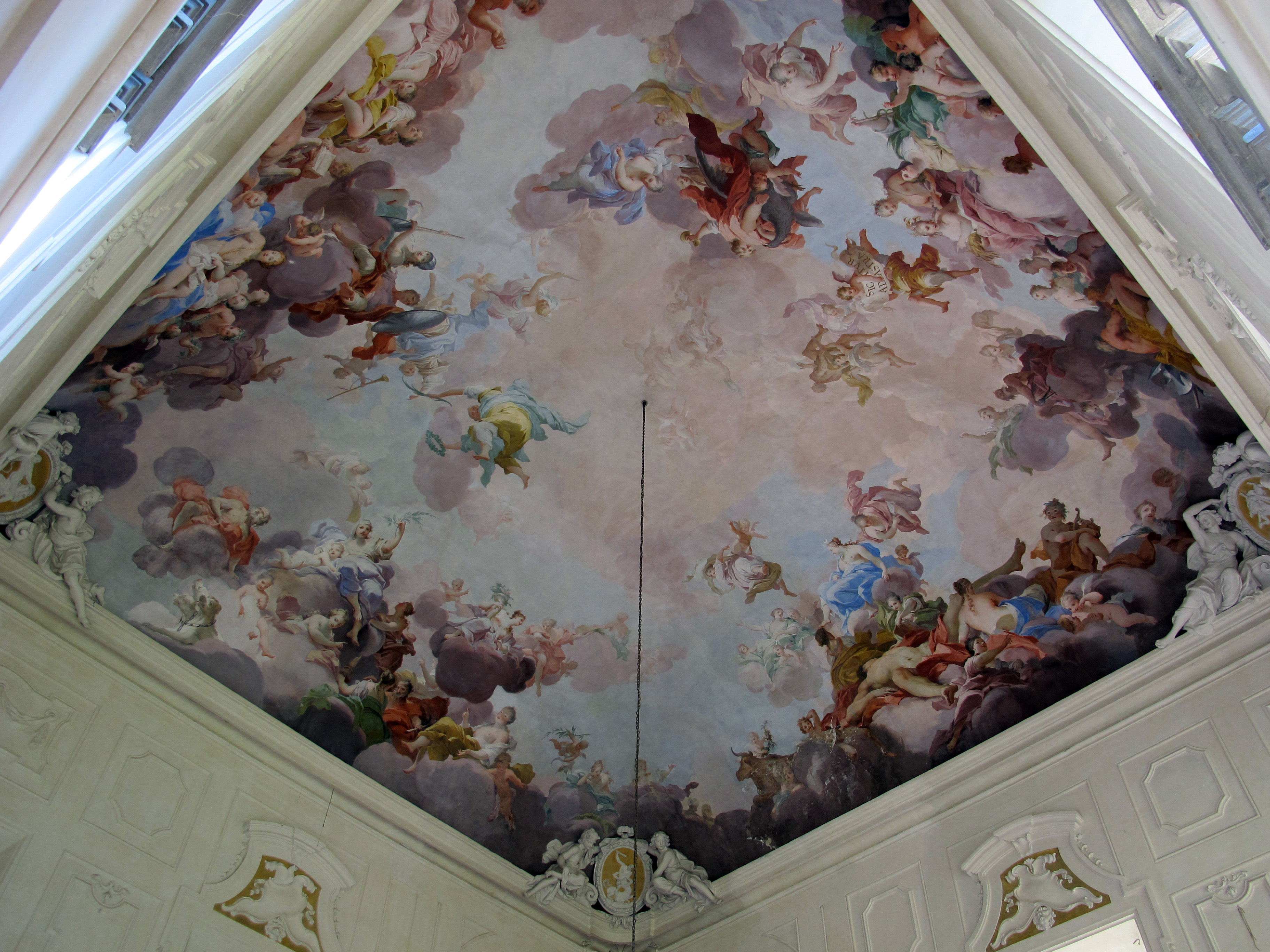
Palais Capponi, entrée, plafond, L’apothéose d’Hercule couronné par Jupiter, fresque, après 1712
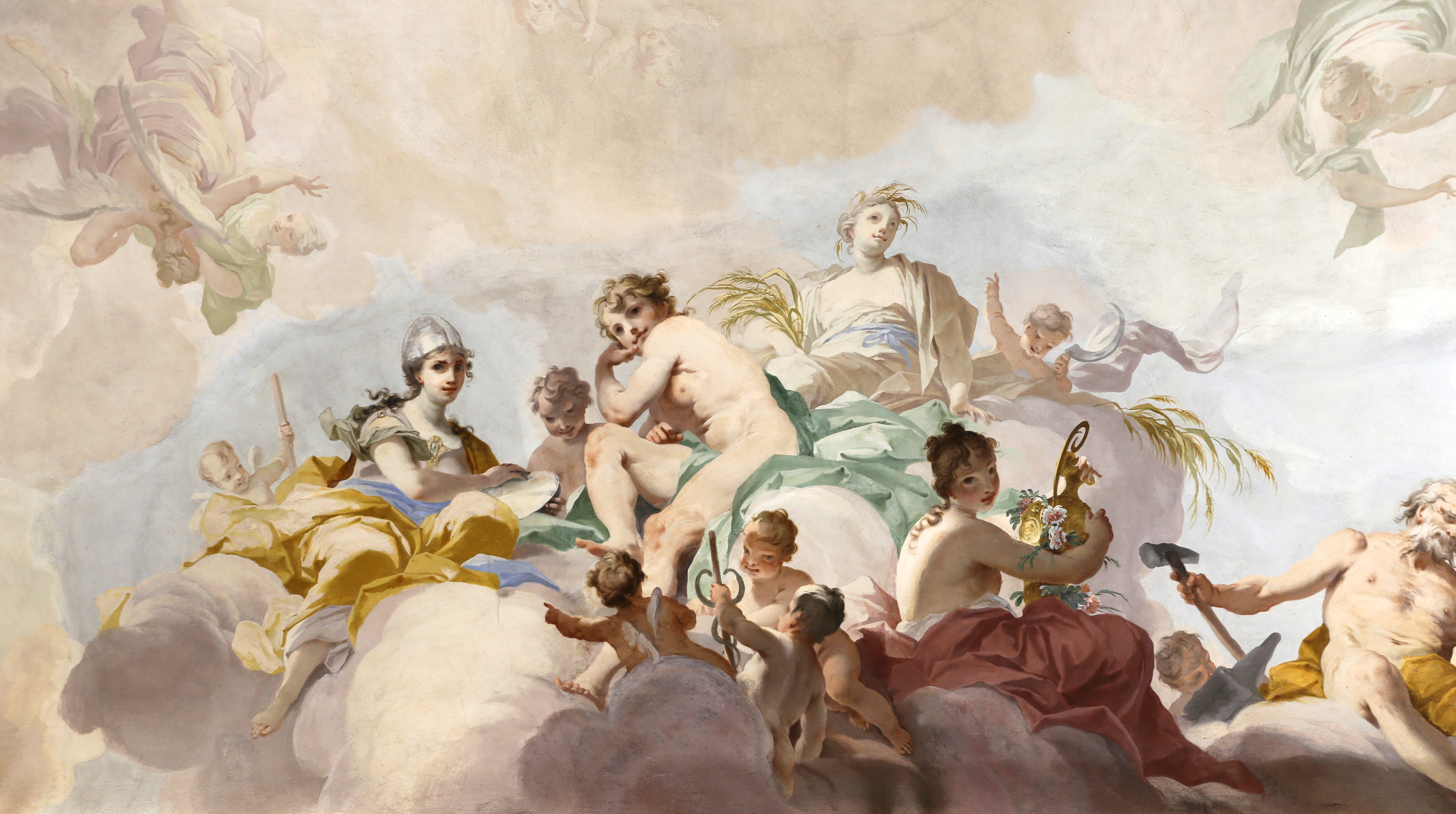
Palais Visacci, premier étage, grande chambre, plafond, Divinités de l’Olympe, fresque, 1717
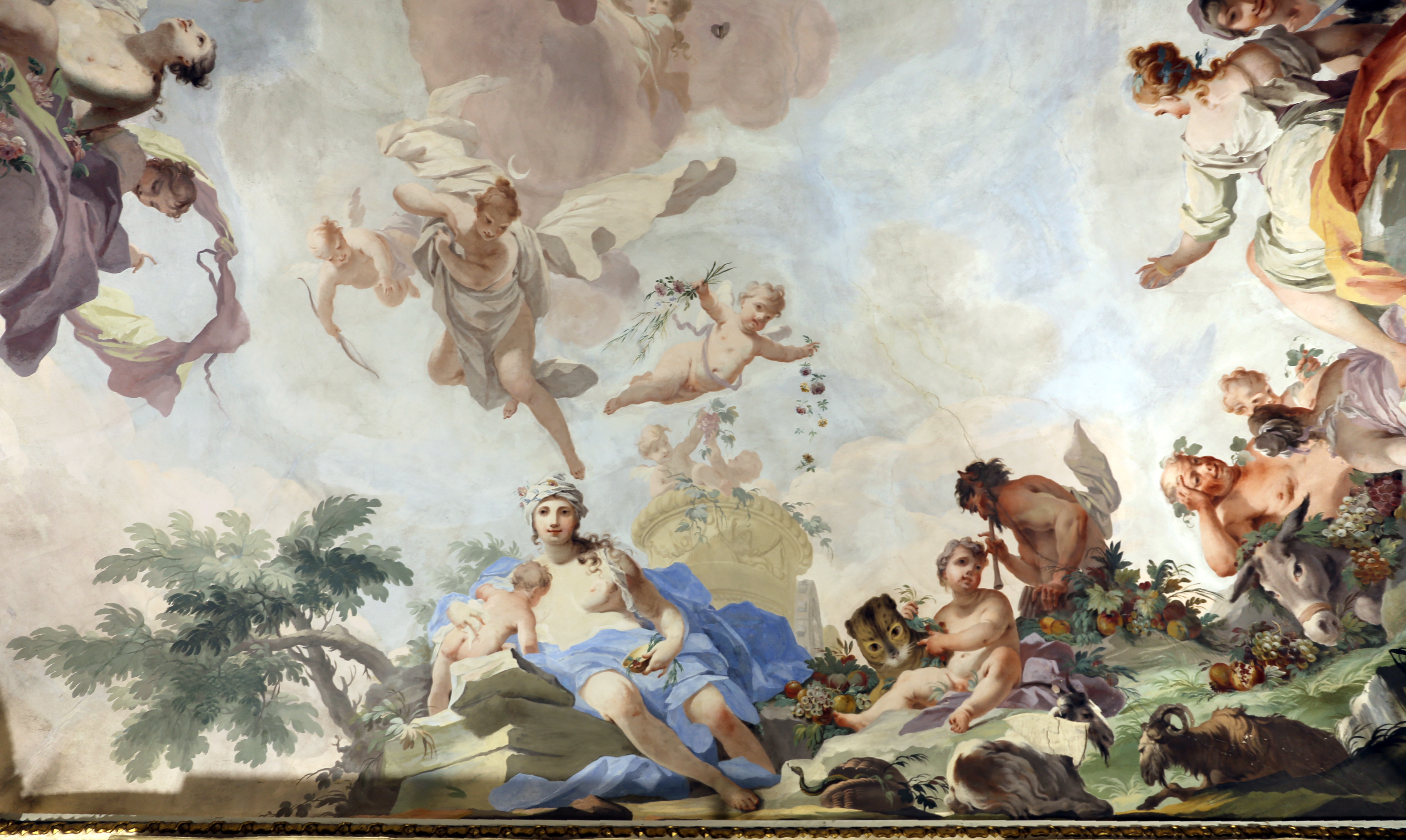
Palais Visacci, premier étage, grande chambre, plafond, Divinités de l’Olympe, fresque, 1717
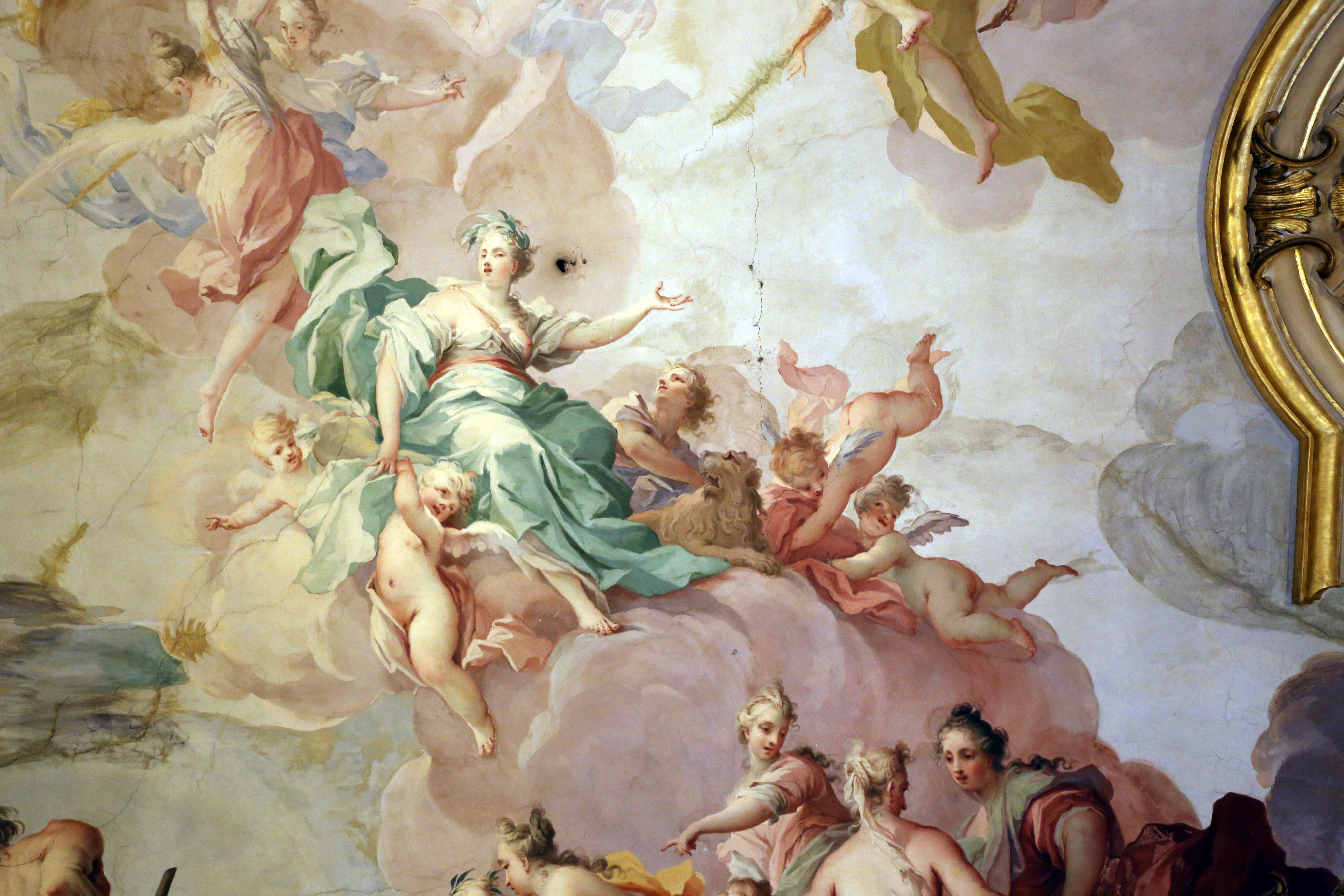
Palais Frescobaldi, remier étage, galerie, plafond, Allégorie du mariage avec la gloire des familles Frescobaldi et Acciaoli, fresque, vers 1717
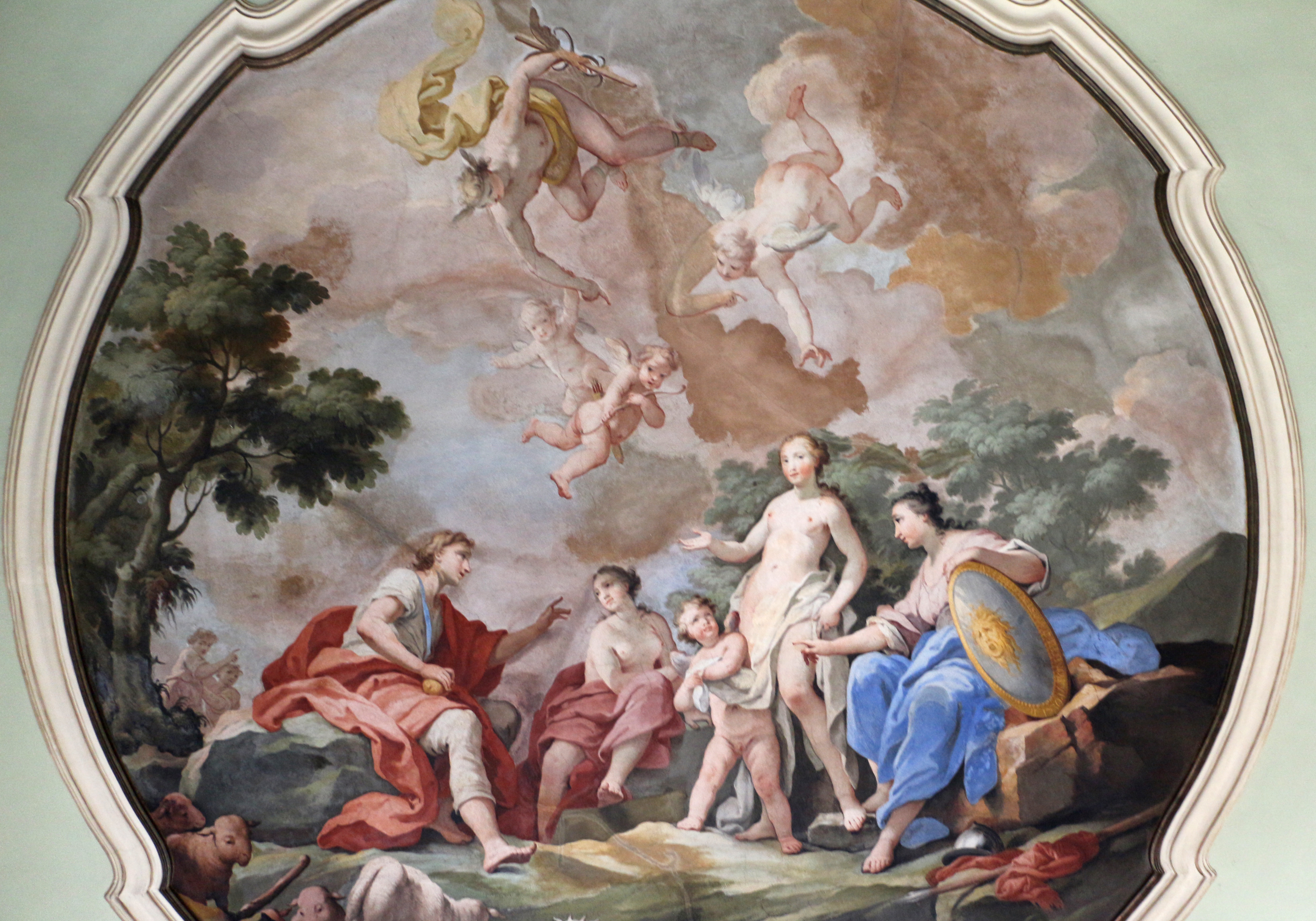
Palais Cerretani, plafond, Le jugement de Pâris, fresque, 1730

### Hors Florence

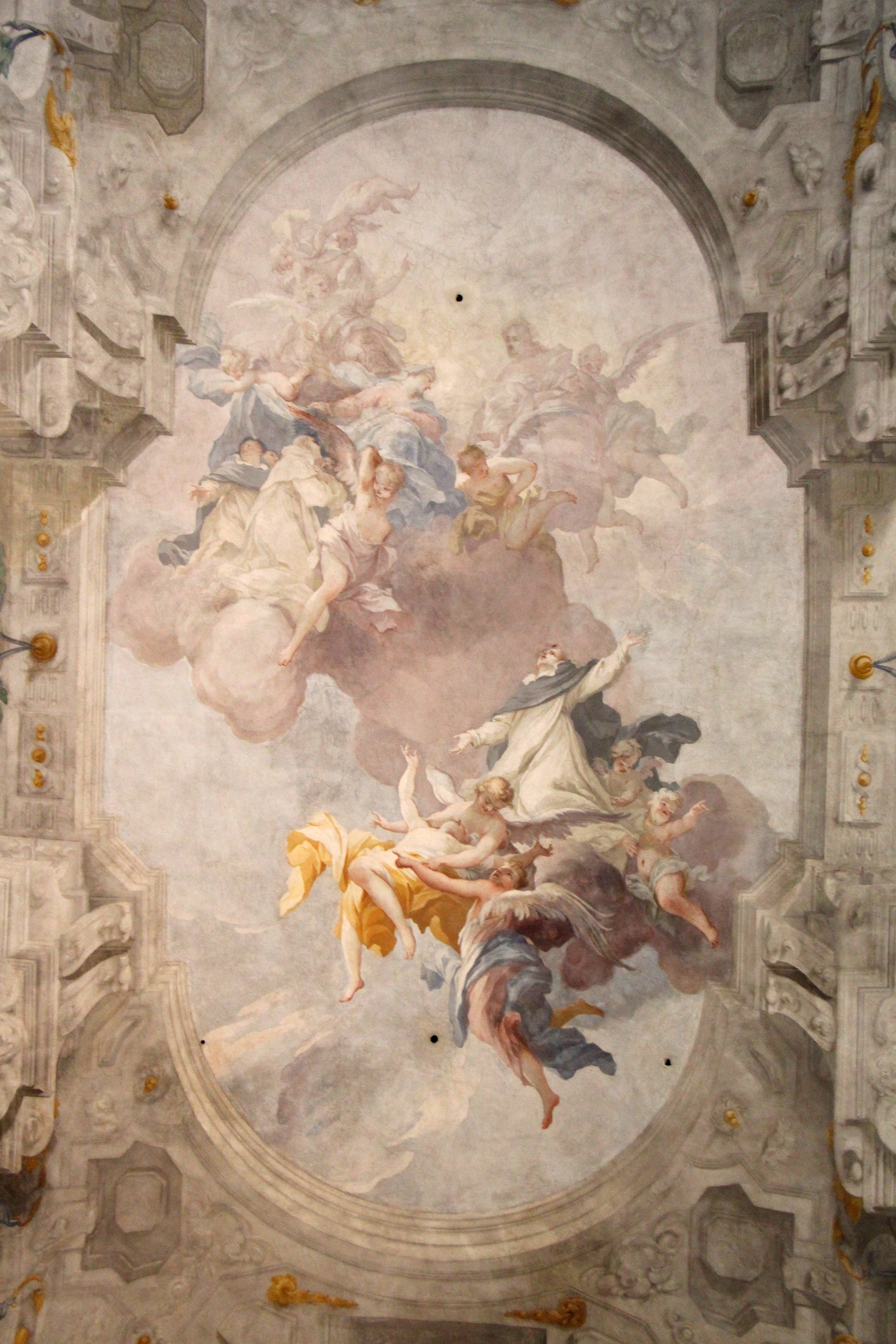
Fiesole, église Saint-Dominique, nef, Gloire de saint Dominique, fresque, vers 1708

#### Églises
- Fiesole, église Saint-Dominique[40]
  - Arc du choeur, Saint Dominique recevant le Rosaire de la Vierge, fresque, vers 1708
  - Coupole, Gloire de saint Dominique, fresque, vers 1708 (avec quadratures de Lorenzo del Moro et Rinaldo Botti)
- Castelfiorentino, église Santa Verdiana (it) (sous la direction de Giovan Battista Foggini, d’autres artistes sur ce chantier comme Gherardini, Ranieri del Pace, Sagrestani, Lorenzo del Moro et Rinaldo Botti)[41]
  - Coupole, Ascension de sainte Verdiana, fresque, vers 1716-1718
  - Pendentifs, Vertus, fresques, vers 1718[42]
- Montevarchi, collégiale de San Lorenzo (it) (sous la direction de Massimiliano Soldani Benzi avec les stucateurs Giovanni Baratta (it) et Portogalli, et aussi Sagrestani)[43]
  - Coupole, Gloire de la Vierge avec la Trinité et les saints du Paradis, fresque, vers 1720-1722
  - Ovale gauche de l’arc triomphal de la chapelle, Saint Laurent, fresque, vers 1721
  - Ovale droit de l’arc triomphal de la chapelle, Saint Maccario abbé, fresque, vers 1721

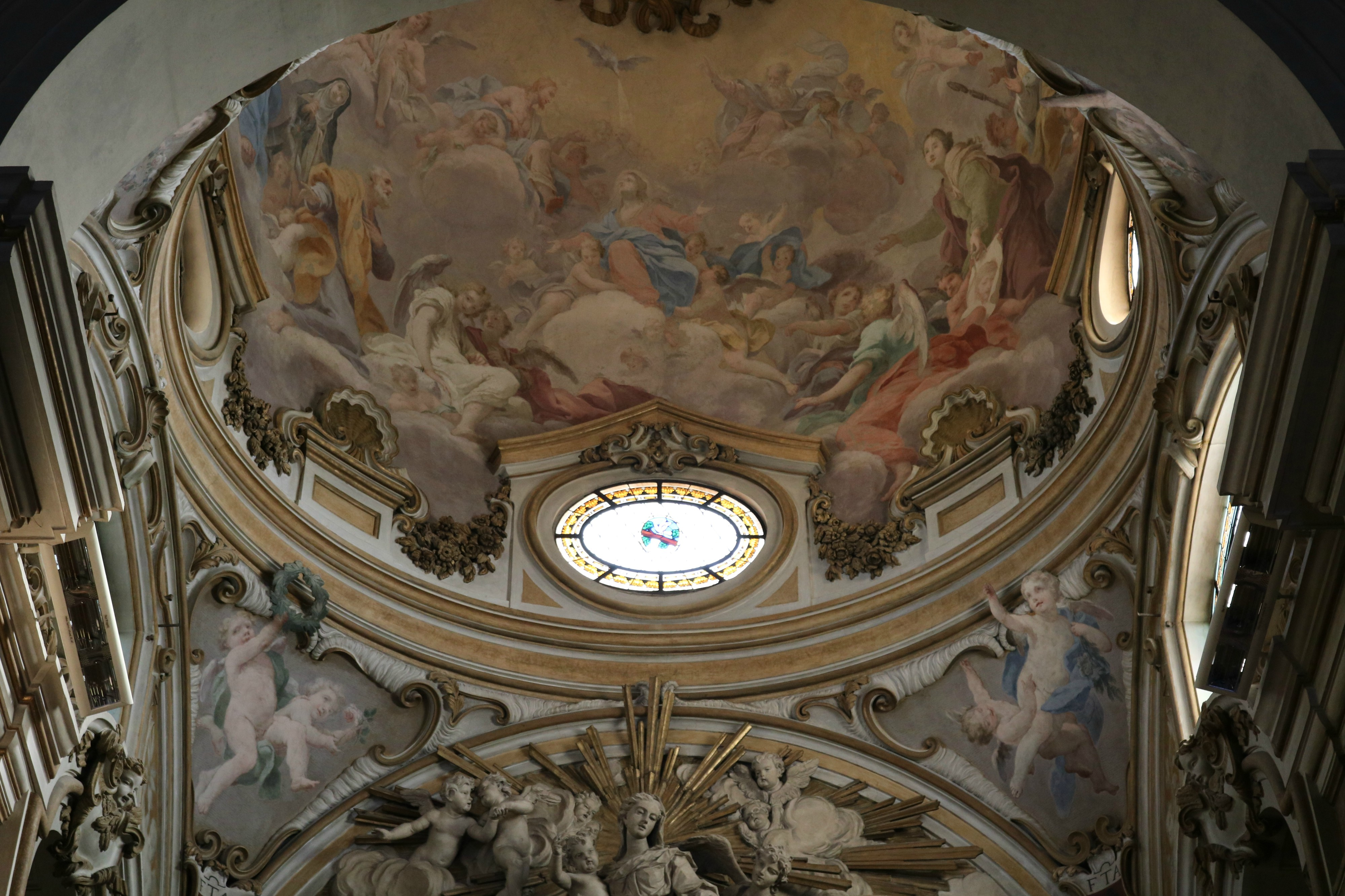
Montevarchi, collégiale Saint-Laurent, chapelle majeure, coupole, Gloire de la Vierge avec la Trinité et les saints du Paradis, fresque, vers 1720-1722

#### Palais et villas de campagne
- Florence, villa Poggio Torselli (it)[44]
  - Galerie, plafond, Gloire des princes, fresque, entre 1702-1722
  - Galerie, murs, blasons Capponi-Corsini e Orlandini-Patrizit, fresques, entre 1702-1722
- Bagnolo, villa de Giovan Gualberto Guicciardini (en collaboration avec Lorenzo del Moro et Domenico Maria Papi)[45]
  - Rez-de-chaussée, salon,Quatre Saisons, fresques, 1726
- Florence, villa La Quiete[46]
  - Le Paradis, huile sur toile, 1728 (aujourd’hui conservé au Conservatorio delle Signore Montalve)
- Campi Bisenzio, San Lorenzo, villa Il Palagio (it)[47]
  - Atrium d’entrée, plafond, Pan, la Paix et Galatée, fresque, après 1743

### Peintures et autres
- Le Feu, carton de tapisserie, 1735, 335 x 220cm, lieu de conservation inconnu[48]
- Portrait de femme, huile sur toile, sans datation, lieu de conservation inconnu[49]
- Martyre de sainte Lucie, huile sur toile, sans datation, 360 x 244cm, Cortone, église Saint-François[50]